# 씨 라이프 선샤인 코스트

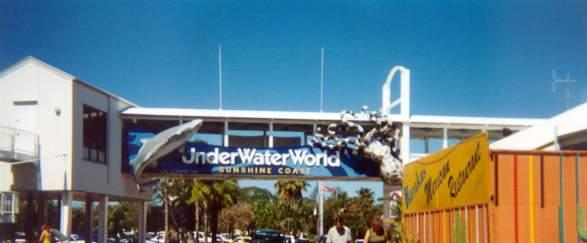
입구

씨 라이프 선샤인 코스트(Sea Life Sunshine Coast)는 오스트레일리아 퀸즐랜드주 선샤인코스트 물루라바에 위치한 수족관이다. 퍼스에서 북쪽으로 25km 떨어진 곳에 위치해 있으며, 투명 전시터널을 따라 수중동물의 생활상을 관람할 수 있다. 과거 명칭은 언더워터 월드(UnderWater World)였다.

## 역사
언더워터 월드는 공식적으로 1989년 문을 열었다.